# Meister der Weisheit
Meister der Weisheit sind unbekannte und anonyme Autoritäten, auf die sich okkulte Bewegungen berufen, um ihre Lehren zu legitimieren.
In der Theosophischen Bewegung Blavatskys sind die Meister spirituell besonders hochentwickelte Menschen, die in Shigatse im Himalaya wohnen sollen. Die Meister werden in theosophischen Schriften auch als „Ältere Brüder“, Mahatmas (महात्मा mahātmā, „große Seele“), „Große Weiße Loge“ oder als „Bruderschaft von Shambala“ bezeichnet. Diese Bruderschaft werde durch den „Herrn der Welt“ geleitet, der im sagenumwobenen „Königreich Shambhala“ in der Wüste Gobi lebe. Manche haben sich eingehen mit den großen Wissenden und ihrem Wirken beschäftigt und so manche Irrtümer über die Meister der Weisheit aufgeklärt.

## Aufnahme im Westen
Der Begriff „Meister der Weisheit“ ist im Westen dadurch bekannt geworden, dass prominente Theosophen wie Blavatsky, Sinnett, A. O. Hume, Leadbeater, Judge, Besant, Fortune, Bailey, Helena und Nicholas Roerich vorgaben, mit ihnen in Kontakt zu stehen, gar ihre Schüler zu sein und in ihrem Sinne in der Welt zu wirken.

## Vorgebliche Fähigkeiten der Meister Blavatskys
Blavatsky schrieb den Meistern beinahe göttliche Einsicht und Macht zu. Ihre Meister besäßen „übernatürliche Kräfte“, die sie zu Astralreisen befähigten. Sie würden das Gedankenlesen beherrschen und könnten die Gedanken von Menschen auch auf beliebige Entfernungen manipulieren. Die Meister hätten die Fähigkeit, Objekte aufzulösen und sie an anderen Orten wieder erscheinen zu lassen.

## Herkunft, Wohnort und angebliche Begegnung mit den Meistern
Zu Lebzeiten Blavatskys wurde behauptet, die Meister würden im tibetanischen Xigazê wohnen. Nachdem Expeditionen ihre Wohnstätte nicht ausfindig machen konnten, wurde behauptet, die Meister hätten keinen menschlichen Körper und seien nur für hellsichtige Augen erkennbar. Blavatsky behauptete, ihrem Meister Morya auf einer siebenjährigen Wanderschaft in Tibet begegnet zu sein. Zuvor habe sie ihn in nächtlichen Visionen getroffen. Der Meister Morya (Meister M) sei einer der Gehilfen der „Großen Weißen Bruderschaft der Meister“, von Blavatsky auch Mahatmas genannt, die als Adepten in geheime Lehren initiiert seien und im mythenumwobenen „Königreich Shambhala“ in der Wüste Gobi lebten, das Gegenstand tibetanischer buddhistischer Texte sei. Die Bruderschaft werde von einem „Herrn der Welt“ geleitet, der vom Planeten Venus mit einigen Gehilfen nach Shambhala eingereist sei und gegenwärtig den Körper eines sechzehnjährigen Knaben bewohne. Bei den Gehilfen des „Herrn der Welt“ handele es sich unter anderem um Buddha, „Mahachohan“, „Manu“ und „Maitreya“. Maitreyas Gehilfe sei Blavatskys „Meister Koot Homi“ (Meister KH), ein blauäugiger Prinz aus Kaschmir, der als eine Art „Völkerengel“ den Nationen Macht und Einfluss in der Weltpolitik verleihe.

## Meister-Briefe
Die Meister-Briefe, in Indien auch Mahatma-Briefe genannt, sollen prominenten Personen im Umfeld Blavatskys auf okkulten Wegen zugestellt worden sein. Ein Großteil dieser Briefe wird gegenwärtig in 18 Aktenordnern in der Manuskript-Abteilung des British Museum in London aufbewahrt. Die Urheberschaft der Briefe ist umstritten. In einem von der Society for Psychical Research (SPR) 1885 veröffentlichten Untersuchungsbericht wurden die Briefe als Fälschungen bezeichnet. 1986 distanzierte sich die SPR von diesen Vorwürfen, da ein Folgegutachten den Fälschungsbeweis für nicht erbracht hielt. Ursprünglich nicht zur Veröffentlichung gedacht, enthalten die Briefe neben privaten Mitteilungen Aussagen zur theosophischen Lehre und zur Theosophischen Gesellschaft. Der Erhalt eines solchen Briefes galt als Nachweis einer besonderen Nähe zu den Meistern, die als Absender firmieren.

## Agni Yoga
Helena Roerich gibt an, die 14 Bücher des Agni Yoga von den Meistern der Weisheit übermittelt erhalten zu haben.

## Tempellehren
Ende des 19. und Anfang des 20. Jahrhunderts schrieb die Amerikanerin Francia A. LaDue zahlreiche Belehrungen nieder, die ihr nach ihren Angaben von den Meistern der Weisheit übermittelt worden waren. Sie wurden unter der Bezeichnung „Tempellehren“ gesammelt, veröffentlicht und in verschiedene Sprachen übersetzt. Frau LaDue gründete gemeinsam mit William H. Dower die Gesellschaft Temple of the People (Tempel der Menschheit), die noch heute in Halcyon, Kalifornien besteht. Schwestergesellschaften gibt es in England, Russland und Deutschland.